# Alfredo D'Espósito
Alfredo D'Espósito (fl. XX secolo) è stato un arbitro di calcio argentino.

## Carriera
Nel corso della Primera División 1928 debuttò in prima divisione argentina: diresse, come suo incontro d'esordio, San Lorenzo-River Plate il 14 aprile 1929, nell'ambito della 4ª giornata del torneo. Fu poi impiegato con frequenza; nel Concurso Estímulo 1929 debuttò con River Plate-Talleres del 21 luglio 1929. Nel corso della Primera División 1930 debuttò nel turno iniziale, durante il quale diresse Gimnasia La Plata-Defensores de Belgrano. Prese parte, poi, alla Primera División 1931, la prima edizione professionistica del campionato argentino organizzata dalla Liga Argentina de Football. In tale competizione diresse per la prima volta il 31 maggio 1931, al 1º turno, arbitrando Quilmes-Huracán; totalizzò, nel campionato 1931, 19 presenze. Continuò l'attività a livello nazionale almeno fino al 1942.